# 5101 Akhmerov
5101 Akhmerov (1985 UB5) là một tiểu hành tinh vành đai chính được phát hiện ngày 22 tháng 10 năm 1985 bởi Zhuravleva, L. V. ở Nauchnyj.